# Silent Hill f
Silent Hill f é um futuro jogo de survival horror desenvolvido pela NeoBards Entertainment e publicado pela Konami Digital Entertainment. É o nono jogo principal da franquia 13 anos após o ultimo jogo lançado Silent Hill 8 Downpour  em 2012. Ambientado na década de 1960 na cidade fictícia de Ebisugaoka, no Japão, ele acompanha Hinako Shimizu, uma estudante do ensino médio que navega pela cidade, agora consumida pela neblina, enquanto resolve quebra-cabeças e luta contra monstros grotescos para sobreviver.
Como a Konami sentiu que a série havia se tornado excessivamente ocidentalizada, os desenvolvedores se afastaram da cidade titular do Maine, onde a maioria dos jogos anteriores ocorreram, e em vez disso ambientaram o jogo no Japão para reforçar uma identidade japonesa mais forte. A empresa convidou Ryukishi07 para escrever a história e trouxe de volta o compositor Akira Yamaoka, que havia trabalhado na música de vários jogos anteriores de Silent Hill.
Anunciado em 2022, Silent Hill f está programado para ser lançado para PlayStation 5, Windows e Xbox Series X/S em setembro de 2025.

## Desenvolvimento
Silent Hill f foi construído em torno do conceito de terror japonês de "encontrar o terror na beleza", sugerindo que "quando algo se torna imensamente belo e perfeito, torna-se profundamente perturbador". A Konami contratou o escritor Ryukishi07, conhecido por sua visual novel Higurashi When They Cry, pois acreditava que precisava de alguém que pudesse "realmente entender a essência do terror japonês". Embora o jogo tenha sido concebido como uma história independente, os desenvolvedores incluíram referências aos jogos anteriores de Silent Hill.
Embora a série originalmente misturasse elementos de terror japoneses e ocidentais, a Konami sentiu que ela havia se tornado excessivamente ocidentalizada, diminuindo sua influência japonesa. Consequentemente, a equipe decidiu criar Silent Hill f como um "terror 100% japonês", enfatizando sua "essência" japonesa, que eles consideravam central para a série, apesar da história geralmente se passar nos Estados Unidos. Mudar o cenário da cidade titular para o Japão representou um desafio, já que os desenvolvedores pretendiam manter os temas centrais da série de "retratar as lutas dos personagens com o mal dentro deles - pecado, descontentamento e conflito".
O cenário principal do jogo, a cidade de Ebisugaoka, foi inspirado em Kanayama, Gero, na província de Gifu. Ryukishi07 sugeriu Kanayama após comparar vários locais, dizendo que sua "paisagem urbana extremamente única" refletia a passagem do tempo e a maneira como suas estruturas evoluíram junto com o estilo de vida dos moradores. A equipe visitou Kanayama para fotografar locais modernos e usou materiais de referência para recriar autenticamente o cenário da década de 1960. Ryukishi07 observou que as personagens femininas nos jogos anteriores de Silent Hill sofreram bastante. Com Silent Hill f, ele procurou criar uma protagonista, Hinako Shimizu, que ativamente faz suas próprias escolhas em vez de ser "puxada pela história". Hinako é retratada por Konatsu Kato.
O artista Kera buscou um estilo visual diferente do "cenário enferrujado e manchado de sangue" dos filmes anteriores, mas mantendo uma sensação de familiaridade. Ela observou que o aspecto mais desafiador foi a criação de monstros, já que a equipe queria combinar a visão de Ryukishi07 com o design de Kera, criando monstros que "realmente se infiltrariam na psique dos jogadores".
Akira Yamaoka e Kensuke Inage compuseram a música para Fog World e Otherworld do jogo, respectivamente. Além disso, os compositores Dai e Xaki, que colaboraram anteriormente com Ryukishi07, contribuíram para o projeto. Yamaoka se concentrou em infundir a música com a "essência" japonesa da série, refletindo sua própria identidade cultural "tanto quanto possível à minha maneira". Inage afirmou que ele "misturou a antiga música da corte japonesa com ecos ambientais", usando várias técnicas para transmitir "agonia, conflito interno, medo e outras emoções". Os desenvolvedores também viajaram para Kanayama para gravar sua paisagem sonora.

## Lançamento
Em fevereiro de 2021, foi relatado que a Konami estava planejando reviver a franquia Silent Hill com vários estúdios terceirizados desenvolvendo novos jogos. Silent Hill f foi anunciado oficialmente durante uma transmissão ao vivo em outubro de 2022, junto com outros títulos. O trailer de revelação estreou em outra transmissão ao vivo em março de 2025. O jogo está programado para ser lançado para PlayStation 5, Windows e Xbox Series X/S em 25 de setembro de 2025.
Em 23 de março de 2025, o jogo recebeu uma classificação de Classificação Recusada pela Coalizão Internacional de Classificação Etária, o que não permite que seja vendido em qualquer lugar da Austrália. O IARC não forneceu uma razão clara para a proibição. O Conselho de Classificação Australiano esclareceria mais tarde que Silent Hill f não havia recebido uma classificação de Recusada pela organização e a entrada do jogo no Banco de Dados de Classificação Nacional da Austrália foi removida.